# بني فليح (كشر)

تعديل مصدري - تعديل

بني فليح هي إحدى قرى عزلة انهم الشرق بمديرية كشر التابعة لمحافظة حجة، بلغ تعداد سكانها 299 نسمة حسب تعداد اليمن لعام 2004.